# 第一次陳誠內閣
第一次陳誠內閣成立於1950年3月10日，起因為前任行政院院長閻錫山在蔣中正重返中華民國總統職務後，因政治理念與派系不同旋即總辭。
陳誠被奉內閣後，徵詢意見及運作，並於3月12日由總統特任行政院副院長、各部首長、政務委員，而陳誠內閣也正式成立。因為當時國民黨政府已於中國大陸喪失許多領土，中央政府播遷臺北市，因此陳誠內閣亦為中華民國政府於台灣起始的首任內閣。
由於第一次陳誠內閣是中央政府遷台後組建的第一個內閣，陳為求政治安定，邀請中國青年黨與中國民主社會黨入閣，為繼張羣內閣之後的第二個三黨聯合內閣。

## 內閣成員
- 行政院院長：陳誠（ 中國國民黨，1950年3月10日－1954年6月1日）
- 行政院副院長：張厲生（ 中國國民黨，1950年3月12日－1954年6月1日）
- 行政院秘書長：黃少谷（ 中國國民黨，1950年3月12日－1954年5月26日）
- 內政部部長：余井塘（ 中國國民黨，1950年3月16日－1952年4月25日）→ 黃季陸（ 中國國民黨，1952年4月25日－1954年6月1日）
- 外交部部長：葉公超（ 中國國民黨，1949年4月5日－1958年7月13日）
- 國防部部長：郭寄嶠（ 中國國民黨，1950年4月1日－1954年5月31日）
- 財政部部長：嚴家淦（ 中國國民黨，1950年3月12日－1954年5月27日）
- 教育部部長：程天放（ 中國國民黨，1950年3月16日－1954年6月1日）
- 司法行政部部長：林彬（1950年3月15日－1954年6月1日）
- 經濟部部長：鄭道儒（1950年3月16日－1952年4月17日）→ 張茲闓（1952年4月17日－1954年6月1日）
- 交通部部長：賀衷寒（ 中國國民黨，1950年3月15日－1954年6月1日）
- 蒙藏委員會委員長：余井塘（ 中國國民黨，1950年3月10日－1951年2月22日）→ 田炯錦（ 中國國民黨，1951年2月22日－1954年5月25日）
- 僑務委員會委員長：葉公超（ 中國國民黨，1950年5月19日－1952年4月16日）→ 鄭彥棻（ 中國國民黨，1952年4月16日－1958年7月16日）
- 美援運用委員會主任委員：陳誠（ 中國國民黨，1950年3月15日－1954年6月1日）
- 不管部會政務委員：吳國楨（ 中國國民黨）、田炯錦（ 中國國民黨）、蔡培火（ 中國國民黨）、黃季陸（ 中國國民黨）、王師曾（ 中國青年黨）、楊毓滋（ 中國民主社會黨）、蔣勻田（ 中國民主社會黨）

- 主計處主計長：陳良（ 中國國民黨，1950年3月－1950年8月）→ 龐松舟（1950年8月－1958年7月）

## 任內施政
- 3月23日：中國國民黨中常會決定管制黨員出國[1]。
- 3月26日：西南軍政長官公署代長官胡宗南搭機撤離，川康完全淪陷。
- 3月27日：國軍撤出西昌[1]。華中軍政長官公署、西南軍政長官公署撤銷。荷蘭承認中共政權。
- 3月31日：外交部關閉駐荷蘭大使館，與荷蘭斷交[1]。
- 3月29日：中共蘇聯協定開採新疆礦產30年。3月31日，外交部聲明此協定無效[1]。
- 3月31日：臺灣省政府通過臺日貿易計畫[1]。
- 4月1日：臺灣省政府保安司令部公布「取締散兵遊民辦法」；行政院政務委員吳國楨下令省屬各機關及各縣市政府，布告採用簡單白話；正聲廣播電臺在臺北士林成立，「正聲」與「自由正義之聲」同時開播[1]。
- 4月2日——中共蘇聯簽訂10年民航空運協定（4月3日，外交、交通兩部聲明不承認此協定。）；香港中央、中國兩航空公司飛機，被炸毀7架[1]。
- 4月4日：中國大陸災胞救濟總會成立[1]。
- 4月5日：行政院會議通過准予試辦臺灣省地方自治[1]。
- 4月11日：中華民國政府正式向聯合國控告蘇聯軍事援共，侵略中國，違反聯合國憲章[1]。
- 4月13日：行政院訂定「限制發給出國護照辦法」[1]。
- 4月17日：中華婦女反共抗俄聯合會成立[1]。
- 4月25日：二二八事件關係者48名被保釋[1]。
- 4月26日：公布修正「懲治叛亂條例」[1]。
- 4月27日：中國青年反共抗俄聯合會成立[1]。
- 4月29日：中華民國外交部宣布停止辦理出國旅遊觀光護照[1]。
- 5月8日：首次空投食米、傳單、慰問信救濟大陸災胞[1]。
- 5月10日：英王命令香港政府，扣留中央、中國兩航空公司停在香機場之飛機[1]。
- 5月16日：國軍主動撤離舟山群島[1]。；總統為撤退海南、舟山之國軍，向全國廣播，「惟有集中兵力，確保臺灣，方足反攻大陸，復興國家」[2]:531；發表「告台灣同胞書」，提出「一年準備，兩年反攻；三年掃蕩，五年成功」。
- 5月18日：公布「軍人保險辦法」，6月1日起實施[1]。宋美齡親率中華婦女反共聯合會代表在基隆碼頭迎接舟山首批抵台部隊，並親自分贈慰勞品。
- 6月1日：臺灣省政府開始發行第一期節約愛國有獎儲蓄券[1]。